# St. Leonhard (Dätzingen)

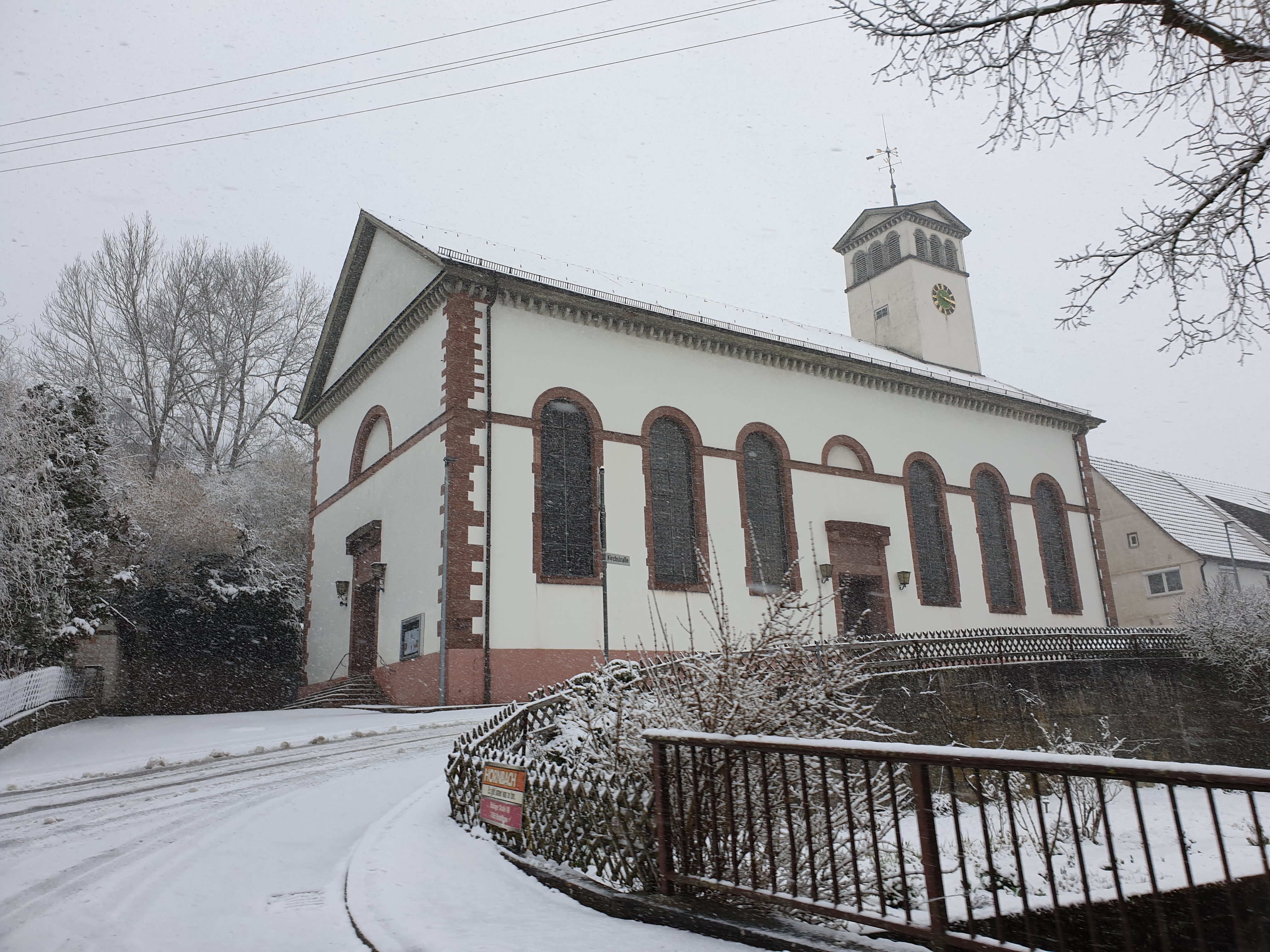
St. Leonhard in Dätzingen

Die römisch-katholische Pfarrkirche St. Leonhard steht in Dätzingen, einem Ortsteil der Gemeinde Grafenau im Landkreis Böblingen in Baden-Württemberg. Das Bauwerk ist beim Landesamt für Denkmalpflege Baden-Württemberg als Baudenkmal eingetragen. Die Kirchengemeinde gehört zum Dekanat Böblingen in der Diözese Rottenburg-Stuttgart.

## Beschreibung
Die Saalkirche wurde nach einem Entwurf von Friedrich Bernhard Adam Groß anstelle der abgerissenen Schlosskirche des Schlosses Dätzingen im spätklassizistischen Rundbogenstil errichtet. Sie besteht aus einem Langhaus mit sieben Achsen, dessen Innenraum einen eingezogenen Chor im Osten aufweist, der von einem kassettierten Tonnengewölbe überspannt ist. Aus dem Satteldach des Langhauses erhebt sich im Osten ein quadratischer Dachreiter, der die Turmuhr und hinter den als Triforien gestalteten Klangarkaden den Glockenstuhl mit zwei Kirchenglocken aus dem 13. Jahrhundert beherbergt.
Die Glasmalereien stammen von Adolf Saile und Rudolf Yelin dem Jüngeren. Die Kirchenausstattung wurde zum Teil aus der abgerissenen Schlosskirche übernommen, so die spätgotische Pietà von 1450. Die Orgel auf der Empore im Westen wurde 1983 von Richard Rensch gebaut.